# Графенау (Виртемберг)
Графенау (њем. Grafenau) општина је у њемачкој савезној држави Баден-Виртемберг. Једно је од 25 општинских средишта округа Беблинген. Према процјени из 2010. у општини је живјело 6.634 становника. Посједује регионалну шифру (AGS) 8115054.

## Географски и демографски подаци
Графенау се налази у савезној држави Баден-Виртемберг у округу Беблинген. Општина се налази на надморској висини од 417 метара. Површина општине износи 13,0 km². У самом мјесту је, према процјени из 2010. године, живјело 6.634 становника. Просјечна густина становништва износи 508 становника/km².